# پاتولوژی تومورها
پاتولوژی تومورها کتابی از پرویز دبیری با همکاری شهریار دبیری و فرشید دبیرزاده است که در سال ۱۳۷۸–۱۳۷۵ منتشر و در مراسم کتاب سال جمهوری اسلامی ایران به‌عنوان کتاب برگزیده معرفی شد.